# Rio Egherul Mare
O Rio Egherul Mare é um rio da Romênia, afluente do Tur, localizado no distrito de Satu Mare.